# S/S Hamfri

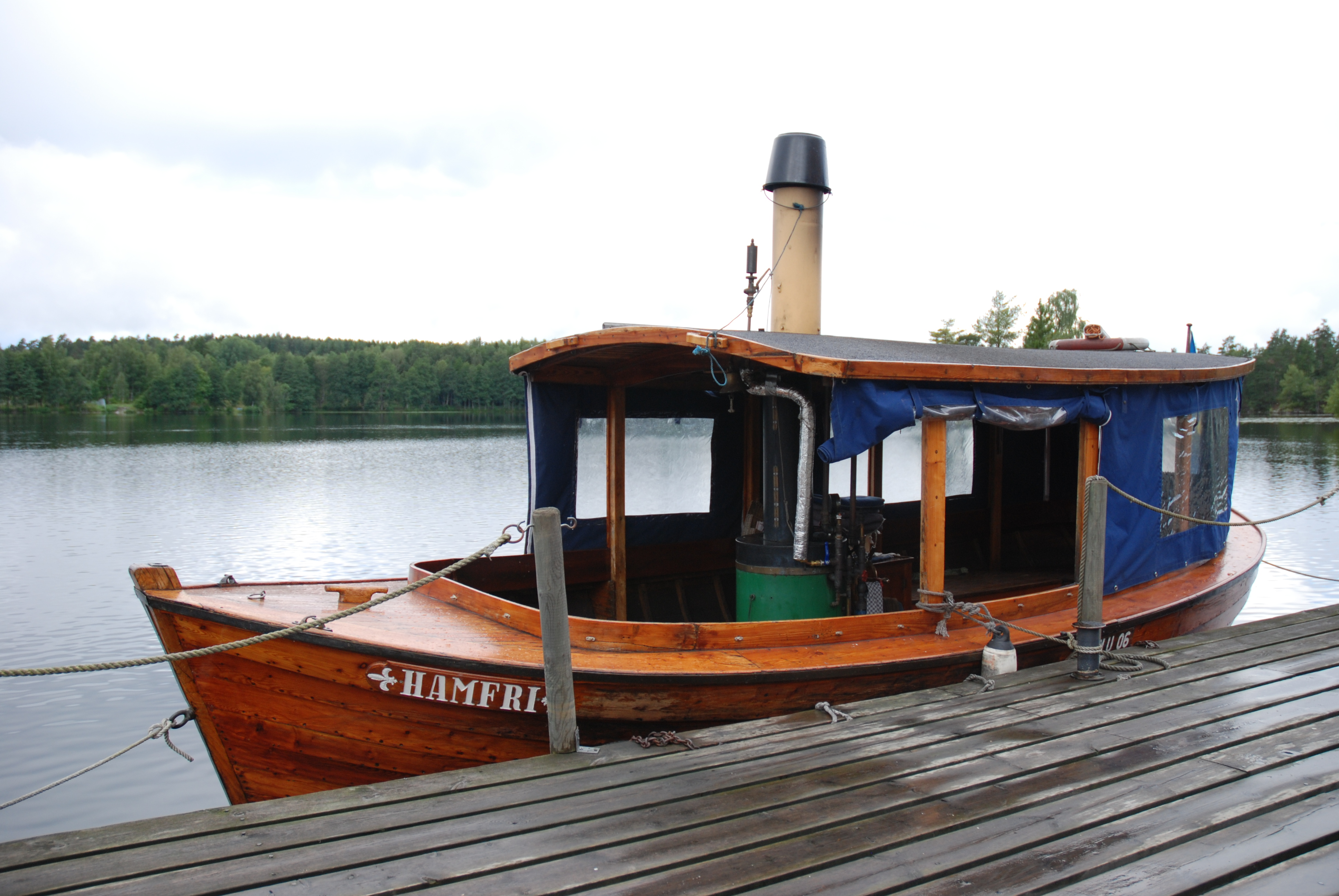
S/S Hamfri förtöjd vid bryggan vid den tidigare hemmahamnen vid Hantverkshuset i Upperud vid Dalslands kanal

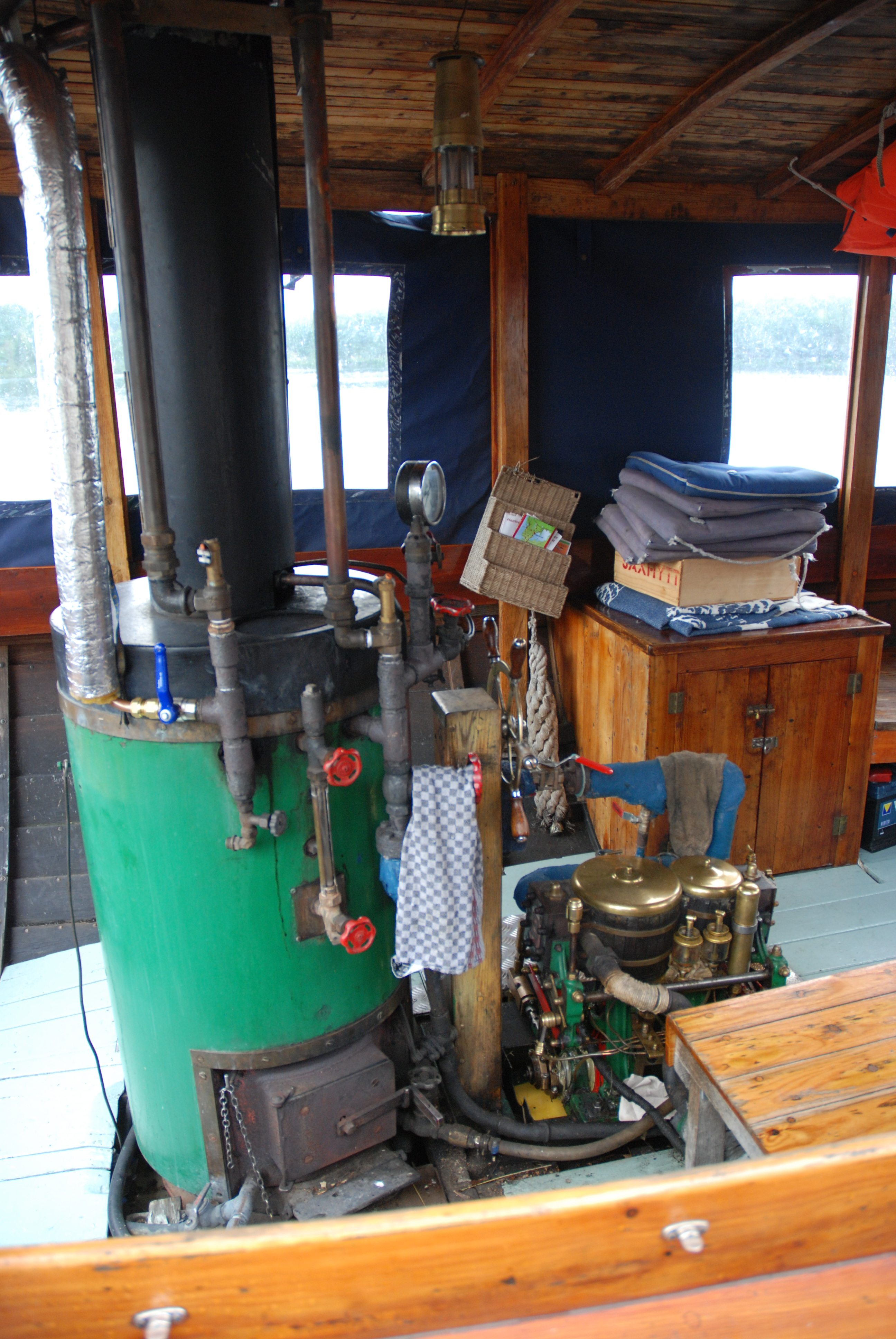
Båtens ångmaskin

S/S Hamfri är en svensk ångbåt av kolibrityp med hemmahamn Årjäng.
S/S Hamfri, som fått sitt namn uppkallat efter Humphrey Bogart, gick under många år, sommartid  i passagerartrafik mellan Upperud och Håverud i Dalsland. Hon ägs sedan 2012 av Nordmarkens Ångbåtssällskap i Årjäng och trafikerar sjöarna i Årjängs Kommun.

## Fartygsfakta
- Byggår: Byggd 1983 i Askersund av Peter Nelander
- Typ: Klinkbyggd, snipa av Vätterntyp
- Längd över allt: 7 meter
- Bredd: 2,7 meter
- Maskineri: ångmaskin B2 Ånga, tillverkad av Bernt Breding
- Ångpanna:Tillverkad av Pålsboda Mekaniska
- Effekt: 5 kW
- Passagerarantal: 12
- Ägare: Ångbåtssällskapet Nordmarken ekonomisk förening i Årjäng